# アマンダ・マーシャル
アマンダ・メタ・マーシャル（Amanda Meta Marshall、1972年8月29日 -) は、カナダを代表する女性シンガーソングライターである。
| スタブアイコン | サブスタブ | この項目は、まだ閲覧者の調べものの参照としては役立たない、歌手に関連した書きかけの項目です。この項目を加筆・訂正などしてくださる協力者を求めています（P:音楽/PJ:芸能人）。 |